# Massarina microspora
Massarina microspora är en svampart som beskrevs av Pass. 1891. Massarina microspora ingår i släktet Massarina och familjen Massarinaceae.   Inga underarter finns listade i Catalogue of Life.